# Obertoggenburg (huyện)
Huyện Obertoggenburg (tiếng Pháp: District du Obertoggenburg, tiếng Đức: Bezirk Obertoggenburg) là một huyện hành chính của Thụy Sĩ. Huyện này thuộc bang Bang Sankt Gallen. Huyện Obertoggenburg có diện tích 224 km², dân số theo thống kê của cục thống kê Thụy Sĩ năm 1999 là 11779 người. Trung tâm của huyện đóng ở Ebnat-Kappel. Mã của huyện là ?.